# Olavi Ojanperä
Olavi Ojanperä   (Tyrvää, 27 d'octubre de 1921 - Hèlsinki, 8 de maig de 2016) fou un piragüista finlandès que va competir durant la dècada de 1950.
El 1952 va prendre part en els Jocs Olímpics d'Estiu de Hèlsinki, on guanyà la medalla de bronze en la competició del C-1, 1.000 metres del programa de piragüisme. El 1960, als Jocs de Roma, quedà eliminat en semifinals en la mateixa prova del programa de piragüisme. A nivell nacional va guanyar quatre títols finlandesos: en el C-1, 1.000 metres i el C-1, 10.000 metres el 1951 i 1960.